# Margaridisa atriventris
Margaridisa atriventris är en skalbaggsart som först beskrevs av F. E. Melsheimer 1847.  Margaridisa atriventris ingår i släktet Margaridisa och familjen bladbaggar. Inga underarter finns listade i Catalogue of Life.